# Yui
Yui, Yui su jedno od nestalih indijanskih plemena grupe Timuquanan (Timucuanan),  nastanjeno u ranom 17. stoljeću 14 'leagua' preko 77 kilometara (1 'league'= 5,5 km.) od otoka Cumberland u unutrašnjost kontinenta, današnja Florida i možda jugoistočna Georgia. Spominju ih rani španjolski dokumenti, ali podaci o plemenu su oskudni. Poznato je da u imali 5 sela čija imena nisu poznata.
Pokršteni su u ranom 17. stoljeću. Nije bilo nijedne misije koja je nosila ime po njima. Uskoro se gube sa scene postavši dijelovima drugih Timucua plemena. Misionari su (1602.) procijenili broj od 1000 Indijanaca u 'provinciji' Yui.
Navode se kao jedno od plemena koje je bilo u savezu s Creek Indijancima.